# Iacopo da San Cassiano
Iacopo da San Cassiano, noto anche come Iacobus Cremonensis, Giacomo da Cremona e Iacopo Cassiano, (fra il 1395 e il 1413 – 1453-1454), è stato un umanista e matematico italiano.
Tradusse in latino il corpus degli scritti di Archimede.

## Biografia

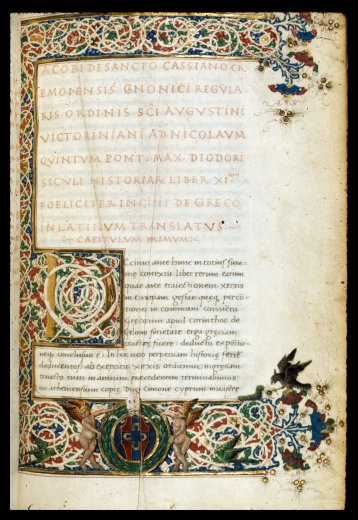
Lincipit della traduzione latina di Iacopo dell'XI libro della Bibliotheca Historica di Diodoro Siculo. British Library, ms. Harley 4916, f. 3r. In basso lo stemma di Pedro Ferriz, vescovo di Tarragona, sostenuto da due putti.

Nacque nel cremonese, probabilmente nei primi anni del Quattrocento. Da quanto si può dedurre da vari documenti e testimonianze divenne canonico regolare della chiesa cremonese. Nel 1432 o al massimo all'inizio del 1433 entrò alla "Giocosa" di Vittorino da Feltre a Mantova. Durante i suoi studi con Vittorino assunse presto al rango di suo stretto collaboratore. Nel 1440 si trova come studente di Arti a Pavia, dove probabilmente accompagnava Gianlucido Gonzaga, figlio del marchese di Mantova Gianfrancesco, che studiava diritto nell'ateneo pavese.
A Pavia ebbe modo di entrare in contatto con esponenti importanti della cultura umanistica: Francesco Filelfo, Catone Sacco, Giovanni Marliani, il greco Teodoro Gaza.

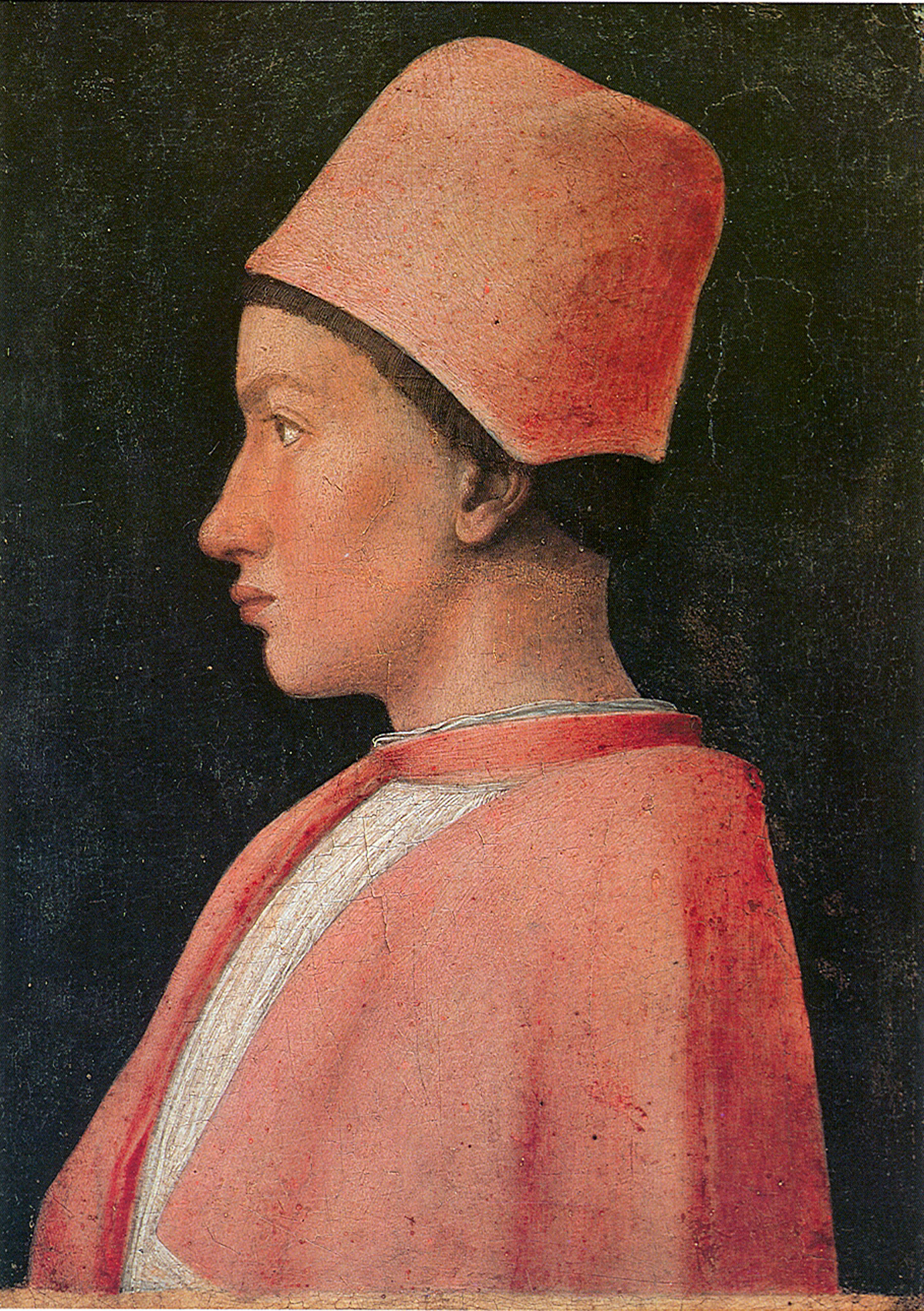
Ritratto di Francesco Gonzaga, Andrea Mantegna, c. 1461.

Rientrato a Mantova, nel 1446 succedette a Vittorino, morto in quell'anno, nella direzione della scuola. Il marchese Ludovico Gonzaga gli affidò l'educazione dei suoi figli Federico (1441–1484) e Francesco (1444–1483), ancora giovanissimi. Iacopo lascia la scuola e il servizio del marchese nel 1449, dovendosi recare a Roma per perorare "una certa sua causa" di fronte a papa Niccolò V. In quello stesso anno rientra tuttavia a Mantova, e si trasferirà definitivamente a Roma solo dopo l'aprile del 1451.
Alla corte di Niccolò V gli furono affidati vari incarichi, di natura scientifica, fra cui quello di rivedere la traduzione e il commento dell'Almagesto eseguiti da Giorgio Trapezunzio, cosa che provocò enormi polemiche fra i due umanisti, conclusesi con la fuga di Trapezunzio da Roma. Oltre a questo, gli fu affidata la traduzione di alcuni libri della Bibliotheca historica di Diodoro Siculo.
Non è invece chiaro se la traduzione del corpus archimedeo eseguita da Iacopo fosse già stata eseguita nei suoi anni pavesi e mantovani. D'Alessandro e Napolitani hanno rinvenuto l'autografo della traduzione di Iacopo nel codice Nouv. Acq. Lat. 1538 della Biblioteca nazionale di Francia e hanno dimostrato che l'umanista cremonese utilizzò per la sua traduzione un modello greco non riconducibile a nessuno dei manoscritti greci di Archimede oggi noti.
Non si sa di preciso quando Iacopo sia morto, ma pare che si possa fissare la data della sua fine fra il 1453 e il 1454.

## Scritti
- Traduzione della Bibliotheca historica di Diodoro Siculo, libri XI-XIV
- Traduzione di gran parte del corpus archimedeo